# Lophopilio
Lophopilio är ett släkte av spindeldjur. Lophopilio ingår i familjen långbenslockar.
Släktet innehåller bara arten Lophopilio palpinalis.